# Хотошино
Хото́шино — деревня в Селижаровском муниципальном округе Тверской области. 

## География
Расположена на реке Волге в 12 километрах к северо-западу от районного центра Селижарово, в 2 км от автодороги «Ржев—Селижарово—Осташков». Через Волгу — посёлок Селище.

## История
В XII веке была известна как город Хотшин, принадлежавший Смоленскому княжеству.
В 1878 году в Хотошине на средства прихожан была построена Церковь Воздвижения Честного Креста Господня. Церковь каменная трехпрестольная с теплыми Никольским и Космодемьянским приделами. Расположена в стороне от села, на вершине небольшого пологого холма, вокруг которого раскинулись поля. Вокруг церкви была ограда, от которой уцелели лишь ворота. Крестовоздвиженская церковь является примером культовой сельской архитектуры, характерным для второй половины XIX века. При росписи храма был установлен порядок, что каждая участвовавшая в строительстве деревня писала на свои деньги свою фреску внутри храма. В 1936 году церковь была взорвана. Впоследствии здание церкви также сильно пострадало во время Великой Отечественной войны. Сейчас в церкви нет крыши, потолков. На кровлях растут деревья. На уцелевших стенах алтаря остаются очень яркие, красочные росписи.
В 1859 году в казенной деревне Хотошино 44 двора, 300 жителей. В середине XIX-начале XX века — центр одноимённых волости и прихода Осташковского уезда Тверской губернии, в 1889 году — 61 двор, 424 жителя. 
В 1919 — центр одноимённых волости и сельсовета Осташковского уезда, 99 дворов, 402 жителя.
В 1997 году — 70 хозяйств, 196 жителей. Центральная усадьба колхоза «Искра», ДК, библиотека.
До 2005 года деревня была центром Хотошинского сельского округа Селижаровского района, с 2005 года — в составе Селищенского сельского поселения, с 2020 года — в составе Селижаровского муниципального округа. 

## Население
| 1859 | 1889 | 1919 | 1997 | 2002 | 2010 |
| ---- | ---- | ---- | ---- | ---- | ---- |
| 300  | ↗424 | ↘402 | ↘196 | ↘187 | ↘105 |

## Достопримечательности
В деревне расположена недействующая Церковь Воздвижения Креста Господня (1878).